# 페르닐라 칼손
페르닐라 칼손 (Pernilla Karlsson, 1990년 6월 11일 ~)은 핀란드의 가수이다. 핀란드 남부의 스웨덴계 핀란드인 마을에서 태어났다. 그녀는 유로비전 송 콘테스트 2012에서 "När jag blundar"라는 곡으로 핀란드를 대표했다. 하지만 준결승 12위로 결승에는 진출하지 못하였다. 스웨덴계이지만 핀란드어, 스웨덴어, 영어, 모두 능통하다.